# Млин на околиці міста
«Млин на околиці міста» («წისქვილი ქალაქის გარეუბანში») — радянський художній фільм 1981 року, знятий режисером Резо Есадзе на кіностудії «Грузія-фільм».

## Сюжет
На околиці сучасного міста стоїть старий млин. Кожного дня туди приходять городяни, щоб змолоти кукурудзяне зерно. Чекаючи своєї черги, люди діляться спогадами про минуле, турботами про сьогодення, жартують, лаються.

## У ролях
- Тамара Тваліашвілі — Ніно Анамурадзе
- Лола Ахалая — головна роль
- Заза Лебанідзе — головна роль
- Нана Кавтарадзе — головна роль
- Лео Антадзе — чоловік з насінням
- Акакій Бакрадзе — роль другого плану
- Михайло Вашадзе — Пармен Басілашвілі
- Олександр Наріманішвілі — роль другого плану
- Гурам Пірцхалава — Шилікашвілі
- Леван Пілпані — Черкселіані
- Борис Ципурія — чоловік у мотоциклетному шоломі
- Вахтанг Табліашвілі — роль другого плану
- Шота Схіртладзе — роль другого плану
- Джемал Мазіашвілі — роль другого плану
- Леван Учанейшвілі — роль другого плану
- Лалі Артілаква — роль другого плану
- Маріка Чічінадзе — роль другого плану
- Отар Сетурідзе — роль другого плану
- Спартак Кікнадзе — роль другого плану
- Ш. Чумбурідзе — роль другого плану
- Резо Квеселава — роль другого плану
- Венера Непарідзе — роль другого плану
- Т. Заріашвілі — роль другого плану
- Т. Мучіашвілі — роль другого плану
- Мамука Есадзе — роль другого плану
- Костянтин Есадзе — роль другого плану
- Ніко Гарсеванішвілі — роль другого плану
- Діма Квеселава — роль другого плану

## Знімальна група
- Режисер — Резо Есадзе
- Сценаристи — Реваз Інанішвілі, Резо Есадзе
- Оператор — Леван Пааташвілі
- Композитор — Яків Бобохідзе
- Художник — Темур Арджеванідзе